# 岡野洋祐
岡野 洋祐（おかの ようすけ、1986年3月3日 - ）は日本の元俳優、元子役。

## 来歴・人物
- 子役時代は劇団東俳に所属していた。[1]
- 1998年放映の特撮番組『テツワン探偵ロボタック』にメイン子役の1人としてレギュラー出演していたことで知られる。

## 主な出演作品

### テレビドラマ
- モグモグGOMBO（1997年2月22日、日本テレビ）[1]
- テツワン探偵ロボタック（1998年3月8日 - 1999年1月24日、テレビ朝日） - 梅田コータ 役[1]
- ズッコケ三人組 第9話「ズッコケ恐怖体験」（1999年6月5日、NHK教育） - 尚人 役[1]

### オリジナルビデオ
- テツワン探偵ロボタック&カブタック 不思議の国の大冒険（1998年12月11日、東映ビデオ） - 梅田コータ 役